# Aglaonema
Aglaonema é um género botânico da família das aráceas; são nativas das regiões tropicais e subtropicais da Ásia e da Nova Guiné.
São plantas herbáceas, perenes que crescem de 20 a 150 cm de altura, encontrados em pântanos e florestas tropicais de Bangladesh, Filipinas e China.

## Espécies
| - Aglaonema brevispathum - Aglaonema commutatum - Aglaonema costatum - Aglaonema crispum - Aglaonema griffithii - Aglaonema helferi - Aglaonema hospitum - Aglaonema hybrid - Aglaonema integrifolium - Aglaonema marantifolium | - Aglaonema modestum - Aglaonema nitidum - Aglaonema novoguineense - Aglaonema oblanceolatum - Aglaonema oblongifolium - Aglaonema palustre - Aglaonema pictum - Aglaonema simplex - Aglaonema versicolor |